# 裴伟士
裴伟士（Joseph Sriyal Malik Peiris，1949年11月10日—），生于斯里兰卡，斯里蘭卡醫學院本科毕业，1981年获得牛津大学病毒学博士学位。1995年成为香港大学譚華正基金教授席(醫療科學)病毒學講座教授。

## 荣誉
2021年他与袁国勇获得未来科学大奖生命科学奖，表彰他们“发现了冠状病毒（SARS-COV-1）为导致2003年全球重症急性呼吸综合征（SARS）病原，以及由动物到人的传染链，为人类应对MERS和COVID-19冠状病毒引起的传染病产生了重大影响。”